# Andorra Eagle
| Andorra Eagle       | Andorra Eagle                                     |
| ------------------- | ------------------------------------------------- |
| Metall:             | 99,9 % Au 99,9 % Ag 99,9 % Cu                     |
| Prägejahre:         | 2002 bis heute (Au) 2008 bis heute (Ag) 2014 (Cu) |
| Vorderseite         |                                                   |
| Motiv:              | Adler                                             |
| Datum des Entwurfs: | 2002                                              |
| Rückseite           |                                                   |
| Motiv:              | Wappen Andorras                                   |

Der Andorra Eagle ist eine Anlagemünze aus Andorra mit einem Feingehalt von 999. Sie wird seit 2008 in Silber herausgegeben, seit 2002 in Gold und erschien 2014 auch in Kupfer.
Die Silbermünzen werden mit einem Nennwert von 1, 30, 100 und 200 Diners ausgegeben, die Goldmünzen mit einem Nennwert von 2, 5, 10, 25, 50 und 100 Diners und die Kupfermünze mit einem Nennwert von 1 Cèntime. Der Diner ist eine sogenannte Pseudowährung, die Andorra seit 2002 für Gedenkmünzen verwendet. Grund ist, dass Andorra bis in das Jahr 2014 den Euro nur de facto als offizielles Zahlungsmittel benutzte, also ein „passiver“ Euronutzer war. Der Andorra Eagle ist eine Agenturausgabe. Die 1 Unze Kupfer von 2014 wurde von der Royal Canadian Mint geprägt.
Die Münze zeigt auf der Wertseite einen Adler mit gespreizten Flügeln, der auf einem Felsen sitzt. Die Bildseite zeigt das viergeteilte andorranische Wappen mit Mitra und Bischofsstab des Bischofs von Urgell, zwei Kühen sowie drei bzw. vier Pfählen.

## Gold Eagle
| Größe     | Durchmesser | Dicke | Gewicht | Nennwert   | Prägejahre |
| --------- | ----------- | ----- | ------- | ---------- | ---------- |
| 1 Unze    | 33,00 mm    | ?     | 31,10 g | 100 Diners | ab 2002    |
| 1⁄10 Unze | 16,46 mm    | ?     | 3,11 g  | 10 Diners  | ab 2009    |
| 1 Gramm   | 13,92 mm    | ?     | 1,00 g  | 2 Diners   | ab 2011    |

## Silber Eagle
| Größe       | Durchmesser | Dicke        | Gewicht | Nennwert   | Prägejahre |
| ----------- | ----------- | ------------ | ------- | ---------- | ---------- |
| 1 Unze      | 38,5 mm     | 3 mm         | 31,10 g | 1 Diner    | ab 2008    |
| 1 Kilogramm | 100 mm      | ca. 13,75 mm | 1000 g  | 30 Diners  | ab 2010    |
| 100 Unzen   | 120 mm      | ca. 28,00 mm | 3110 g  | 100 Diners | ab 2010    |
| 200 Unzen   | 140 mm      | ca. 39,75 mm | 6220 g  | 200 Diners | ab 2010    |

## Kupfer Eagle
| Größe  | Durchmesser | Dicke  | Gewicht | Nennwert  | Prägejahre |
| ------ | ----------- | ------ | ------- | --------- | ---------- |
| 1 Unze | 39,2 mm     | 3,6 mm | 31,10 g | 1 Cèntime | 2014       |

## Andorra Eagle Silber Münzbarren
Der Andorra Eagle wird seit 2011 auch als Münzbarren produziert. Diese bestehen aus reinem 999er Silber und sind mit dem Logo der Umicore sowie der Prägung des europäischen Fürstentums Andorra versehen.
| Gewicht  | Abmessungen       | Nennwert   | Prägejahre |
| -------- | ----------------- | ---------- | ---------- |
| 250 g    | 29 × 59 × 16 mm   | 10 Diners  | ab 2011    |
| 500 g    | 40 × 69 × 20 mm   | 15 Diners  | ab 2011    |
| 1.000 g  | 48 × 90 × 26 mm   | 30 Diners  | ab 2011    |
| 5.000 g  | 72 × 165 × 51 mm  | 150 Diners | ab 2011    |
| 15.000 g | 100 × 235 × 75 mm | 450 Diners | ab 2011    |